# Lara Feith
Lara Feith (* 1995 in Roth) ist eine deutsche Film- und Theaterschauspielerin.

## Karriere
Feith sammelte erste Theatererfahrungen am Burgtheater Wien, wo sie für die Spielzeit 2014/15 für das Theaterjahr der jungen Burg engagiert war.
2015 begann sie ein Schauspielstudium an der Hochschule für Schauspielkunst „Ernst Busch“ Berlin, das sie 2019 abschloss. Auf der Theaterbühne war sie nachfolgend unter anderem am Maxim Gorki Theater in Berlin in einer Inszenierung von Jugend ohne Gott zu sehen.
Ihr Filmdebüt gab sie in dem Kinospielfilm Luft (2017), es folgten Gastauftritte in Fernsehserien wie Dogs of Berlin, Letzte Spur Berlin und Tatort. 2021 hatte sie eine Hauptrolle in dem Spielfilm Trümmermädchen – Die Geschichte der Charlotte Schumann.
2020 spielt sie im Musikvideo von Revolverheld – Leichter mit.

## Filmografie
- 2017: Luft
- 2018: Dogs of Berlin – Heimspiel (Fernsehserie)
- 2019: Letzte Spur Berlin – Familienbande (Fernsehserie)
- 2019: Zwischen uns die Mauer
- 2020: Ella Schön – Feuertaufe (Fernsehserie)
- 2021: Klausentreiben
- 2021: Die Jägerin – Nach eigenem Gesetz (Fernsehfilm)
- 2021: In aller Freundschaft – Der falsche Weg (Fernsehserie)
- 2021: Trümmermädchen – Die Geschichte der Charlotte Schumann
- 2022: Alice (Fernsehfilm)
- 2022: Zu jung zu sterben. Ein Krimi aus Passau (Fernsehfilm)
- 2022: Die Chefin – Das 5. Gebot (Fernsehserie)
- 2023: Jenseits der Spree – Du bist mein (Fernsehserie)
- 2023: Tatort: Totes Herz (Fernsehfilm)
- 2023: Luden (Fernsehserie, 6 Folgen)
- 2023: Der Dänemark-Krimi: Blutlinie (Fernsehreihe)
- 2024: Notruf Hafenkante – Im Netz der Lügen (Fernsehserie)
- 2024: Marie Brand – Marie Brand und die verfolgte Braut (Fernsehreihe)
- 2024: Berlin Nobody
- 2025: SOKO Köln: Die kleine Schwester (Fernsehserie)

## Hörspiele
- 2024: The Belles. Fantasy-Hörspiel-Serie nach Dhonielle Clayton, Hörspiel, WDR[5]